# فيانويفا دي خيلوكا
بلدية فيانويفا دي خيلوكا (بالإسبانية: Villanueva de Jiloca) هي بلدية تقع في مقاطعة سرقسطة التابعة لمنطقة أراغون شمال شرق إسبانيا.

## الديموغرافيا
بلغ عدد سكان بلدية فيانويفا دي خيلوكا 78 نسمة عام 2011 (وفقاً للمعهد الوطني الإسباني للإحصاء).
| 127 | 121 | 106 | 82 | 89 | 74 | 78 |